# Bungalow

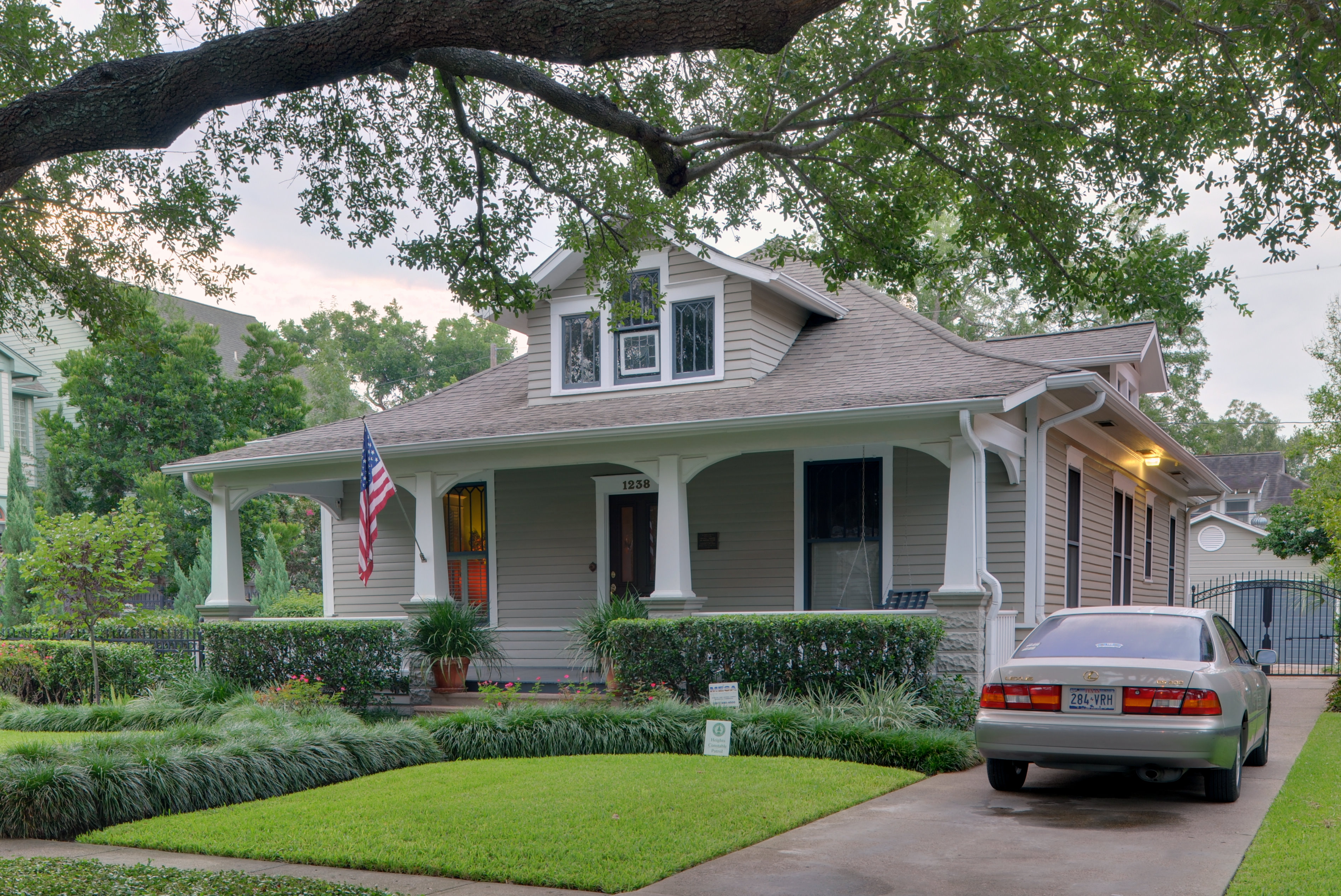
Bungalow ở Houston, Texas

Bungalow là kiểu nhà thường chỉ có khoảng một tầng, diện tích nhỏ và có hiên rộng. Kiểu nhà này có xuất xứ từ vùng Bengal ở khu vực Nam Á.
Ở Úc, bungalow California được liên kết với Hoa Kỳ đã được phổ biến sau Thế Chiến thứ Nhất. Ở Bắc Mỹ và Vương quốc Anh, một bungalow ngày nay là một ngôi nhà, thường tách ra, có thể chứa một gác xép nhỏ. Nó là một tầng đơn hoặc có một tầng thứ hai được xây dựng thành một mái dốc, thường là với cửa sổ mái nhà (một-và-một nửa tầng).